# ყ
Q'ari (asomtavruli Ⴗ, nuskuri ⴗ, mkhedruli ყ, mtavruli Ყ) là chữ cái thứ 27 trong bảng chữ cái Gruzia.
Trong hệ thống chữ số Gruzia, ყ có giá trị là 800.

## Chữ cái
| asomtavruli | nuskuri | mkhedruli |
| ----------- | ------- | --------- |
|             |         |           |

## Mã hóa máy tính
| asomtavruli | nuskuri | mkhedruli |
| ----------- | ------- | --------- |
| U+10B7      | U+2D17  | U+10E7    |

## Chữ nổi
| mkhedruli |
| --------- |
|           |